# Stožicestadion
Het Stožicestadion (Sloveens: Stadion Stožice) is het nationale stadion van Slovenië. Het staat in de wijk Bežigrad van hoofdstad Ljubljana en is de thuisbasis van zowel voetbalclub Olimpija Ljubljana als het Sloveens voetbalelftal. Het stadion werd geopend in 2010 en biedt plaats aan 16.038 bezoekers tijdens voetbalwedstrijden, tijdens concerten kunnen er 23.000 bezoekers aanwezig zijn. Het stadion maakt deel uit van het Športni park Stožice.

## Geschiedenis
In 2009 werd begonnen met de aanleg van een multifunctioneel sportcomplex in Ljubljana, waartoe naast het voetbalstadion ook onder andere de Arena Stožice behoort. Het stadion ligt deels ingegraven en onder straathoogte, waardoor alleen het dak van het stadion zichtbaar is boven het maaiveld. Het stadion werd geopend op 11 augustus 2010 met een wedstrijd tussen de nationale elftallen van Slovenië en Australië. De Slovenen wonnen met 2–0. Het eerste doelpunt in het stadion werd gescoord door Zlatko Dedić. Die wedstrijd werd met 16.135 toeschouwers de drukstbezochte voetbalwedstrijd ooit in Slovenië sinds de onafhankelijkheid in 1991. De bijnaam van het stadion is "het drakennest" verwijzend naar de bijnaam van het Sloveens nationaal team, "de groene draken". Wedstrijden van het nationaal elftal in het stadion worden goed bezocht. Dit in tegenstelling tot wedstrijden van voetbalclub Olimpija, waarbij slechts 5% van de stoeltjes bezet is.
Het stadion telt 500 vip-plekken, 200 plekken voor pers en media en 97 plaatsen voor gehandicapten. Onder het stadion is een parkeergarage gebouwd.
Tijdens het Europees kampioenschap voetbal onder 21 in 2021 werden er vier wedstrijden in het stadion afgewerkt. Twee groepswedstrijden, een kwartfinale en de finale tussen Duitsland en Portugal (1–0).

## Interlands
Het Sloveens voetbalelftal speelt sinds de opening in 2010 haar thuiswedstrijden in het stadion.
| Voetbalinterlands             | Voetbalinterlands | Voetbalinterlands           | Voetbalinterlands | Voetbalinterlands    | Voetbalinterlands |
| №                             | Datum             | Wedstrijd                   | Uitslag           | Competitie           | Toeschouwers      |
| ----------------------------- | ----------------- | --------------------------- | ----------------- | -------------------- | ----------------- |
| 1                             | 11 augustus 2010  | Slovenië – Australië        | 2 – 0             | Vriendschappelijk    | 16.155            |
| 2                             | 8 september 2010  | Slovenië – Faeröer          | 5 – 1             | EK 2012 kwalificatie | 15.750            |
| 3                             | 25 maart 2011     | Slovenië – Italië           | 0 – 1             | EK 2012 kwalificatie | 16.000            |
| 4                             | 10 augustus 2011  | Slovenië – België           | 0 – 0             | Vriendschappelijk    | 12.230            |
| 5                             | 2 september 2011  | Slovenië – Estland          | 1 – 2             | EK 2012 kwalificatie | 15.480            |
| 6                             | 15 september 2011 | Slovenië – Verenigde Staten | 2 – 3             | Vriendschappelijk    | 8.140             |
| 7                             | 15 augustus 2012  | Slovenië – Roemenië         | 4 – 3             | Vriendschappelijk    | 4.000             |
| 8                             | 7 september 2012  | Slovenië – Zwitserland      | 0 – 2             | WK 2014 kwalificatie | 13.233            |
| 9                             | 6 februari 2013   | Slovenië – Bosnië en Herz.  | 0 – 3             | Vriendschappelijk    | 16.000            |
| 10                            | 22 maart 2013     | Slovenië – IJsland          | 1 – 2             | WK 2014 kwalificatie | 6.000             |
| 11                            | 6 september 2013  | Slovenië – Albanië          | 1 – 0             | WK 2014 kwalificatie | 13.843            |
| 12                            | 18 november 2014  | Slovenië – Colombia         | 0 – 1             | Vriendschappelijk    | 15.250            |
| 13                            | 27 maart 2015     | Slovenië – San Marino       | 6 – 0             | EK 2016 kwalificatie | 8.325             |
| 14                            | 14 juni 2015      | Slovenië – Engeland         | 2 – 3             | EK 2016 kwalificatie | 15.700            |
| 15                            | 9 oktober 2015    | Slovenië – Litouwen         | 1 – 1             | EK 2016 kwalificatie | 10.400            |
| 16                            | 5 juni 2016       | Slovenië – Turkije          | 0 – 1             | Vriendschappelijk    | 7.209             |
| 17                            | 8 oktober 2016    | Slovenië – Slowakije        | 1 – 0             | WK 2018 kwalificatie | 10.492            |
| 18                            | 11 oktober 2016   | Slovenië – Engeland         | 0 – 0             | WK 2018 kwalificatie | 13.274            |
| 19                            | 10 juni 2017      | Slovenië – Malta            | 2 – 0             | WK 2018 kwalificatie | 7.839             |
| 20                            | 4 september 2017  | Slovenië – Litouwen         | 4 – 0             | WK 2018 kwalificatie | 6.230             |
| 21                            | 8 oktober 2017    | Slovenië – Schotland        | 2 – 2             | WK 2018 kwalificatie | 11.123            |
| 22                            | 27 maart 2018     | Slovenië – Wit-Rusland      | 0 – 2             | Vriendschappelijk    | 4.000             |
| 23                            | 6 september 2018  | Slovenië – Bulgarije        | 1 – 2             | UEFA Nations League  | 5.100             |
| 24                            | 16 oktober 2018   | Slovenië – Cyprus           | 1 – 1             | UEFA Nations League  | 5.318             |
| 25                            | 16 november 2018  | Slovenië – Noorwegen        | 1 – 1             | UEFA Nations League  | 10.254            |
| 26                            | 24 maart 2019     | Slovenië – Noord-Macedonië  | 1 – 1             | EK 2020 kwalificatie | 9.872             |
| 27                            | 6 september 2019  | Slovenië – Polen            | 2 – 0             | EK 2020 kwalificatie | 15.231            |
| 28                            | 9 september 2019  | Slovenië – Israël           | 3 – 2             | EK 2020 kwalificatie | 10.669            |
| 29                            | 13 oktober 2019   | Slovenië – Oostenrijk       | 0 – 1             | EK 2020 kwalificatie | 15.108            |
| 30                            | 16 november 2019  | Slovenië – Letland          | 1 – 0             | EK 2020 kwalificatie | 11.224            |
| 31                            | 3 september 2020  | Slovenië – Griekenland      | 0 – 0             | UEFA Nations League  | 0                 |
| 32                            | 6 september 2020  | Slovenië – Moldavië         | 1 – 0             | UEFA Nations League  | 0                 |
| 33                            | 7 oktober 2020    | Slovenië – San Marino       | 4 – 0             | Vriendschappelijk    | 500               |
| 34                            | 11 november 2020  | Slovenië – Azerbeidzjan     | 0 – 0             | Vriendschappelijk    | 0                 |
| 35                            | 15 november 2020  | Slovenië – Kosovo           | 2 – 1             | UEFA Nations League  | 0                 |
| 36                            | 24 maart 2021     | Slovenië – Kroatië          | 1 – 0             | WK 2022 kwalificatie | 0                 |
| 37                            | 1 september 2021  | Slovenië – Slowakije        | 1 – 1             | WK 2022 kwalificatie | 4.034             |
| 38                            | 4 september 2021  | Slovenië – Malta            | 1 – 0             | WK 2022 kwalificatie | 4.571             |
| 39                            | 14 november 2021  | Slovenië – Cyprus           | 2 – 1             | WK 2022 kwalificatie | 5.117             |
| 40                            | 2 juni 2022       | Slovenië – Zweden           | 0 – 2             | UEFA Nations League  | 5.123             |
| 41                            | 12 juni 2022      | Slovenië – Servië           | 2 – 2             | UEFA Nations League  | 13.782            |
| 42                            | 24 september 2022 | Slovenië – Noorwegen        | 2 – 1             | UEFA Nations League  | 14.824            |
| 43                            | 20 november 2022  | Slovenië – Montenegro       | 1 – 0             | Vriendschappelijk    | 11.165            |
| 44                            | 26 maart 2023     | Slovenië – San Marino       | 2 – 0             | EK 2024 kwalificatie | 10.282            |
| 45                            | 19 juni 2023      | Slovenië – Denemarken       | 1 – 1             | EK 2024 kwalificatie | 14.382            |
| 46                            | 7 september 2023  | Slovenië – Noord-Ierland    | 4 – 2             | EK 2024 kwalificatie | 12.587            |
| 47                            | 14 oktober 2023   | Slovenië – Finland          | 3 – 0             | EK 2024 kwalificatie | 15.823            |
| 48                            | 20 november 2023  | Slovenië – Kazachstan       | 2 – 1             | EK 2024 kwalificatie | 16.432            |
| 49                            | 26 maart 2024     | Slovenië – Portugal         | 2 – 0             | Vriendschappelijk    | 16.432            |
| 50                            | 4 juni 2024       | Slovenië – Armenië          | 2 – 1             | Vriendschappelijk    | 8.389             |
| 51                            | 8 juni 2024       | Slovenië – Bulgarije        | 1 – 1             | Vriendschappelijk    | 11.037            |
| 52                            | 6 september 2024  | Slovenië – Oostenrijk       | 1 – 1             | UEFA Nations League  | 14.834            |
| 53                            | 9 september 2024  | Slovenië – Kazachstan       | 3 – 0             | UEFA Nations League  | 9.814             |
| 54                            | 14 november 2024  | Slovenië – Noorwegen        | 1 – 4             | UEFA Nations League  | 15.308            |
| Bijgewerkt op 2 december 2024 |                   |                             |                   |                      |                   |